# اثبات مستقیم
در ریاضیات و منطق، اثبات مستقیم (به انگلیسی: Direct proof) راهی است برای نشان دادن درستی یا نادرستی یک گزارهٔ داده شده با ترکیب کردن سر راست حقایق مسلم؛ یعنی معمولاً اصل موضوع‌ها و قضیه‌هایی که وجود دارند، بدون اینکه بخواهیم فرضیه‌های بیشتری بسازیم.
برای اثبات مستقیم یک گزارهٔ شرطی به شکل "اگر {\displaystyle p}، آنگاه {\displaystyle q}"، تنها کافی است حالتی را در نظر بگیریم که گزارهٔ {\displaystyle p} درست باشد. استنتاج منطقی، برای رسیدن از فرائض به نتایج استفاده می‌شود. نوع منطقی که استفاده می‌شود، اکثر اوقات منطق مرتبۀ اول است که از سورهای وجود دارد و برای هر استفاده می‌کند. قاعده‌های اثباتی که معمولاً استفاده می‌شوند وضع مقدم (Modus ponens) و Universal instantiation هستند.
از سوی دیگر، اثبات غیر مستقیم ممکن است با زمینه‌ها و مقدمه‌های فرضی مشخص شروع کند و پس از آن با برطرف کردن هر گونه ابهام از هر یک از این مقدمه‌ها، روال را ادامه دهد تا به یک نتیجهٔ غیرقابل اجتناب برسد. برای مثال، به‌جای اینکه مستقیماً نشان دهیم {\displaystyle p\rightarrow q}، عکس نقیض آن را ثابت می‌کنیم: {\displaystyle \sim q\rightarrow \sim p} (ابتدا {\displaystyle \sim q} را فرض می‌کنیم و بعد نشان می‌دهیم که نتیجهٔ آن {\displaystyle \sim p} می‌شود).
چون {\displaystyle p\rightarrow q} و {\displaystyle \sim q\rightarrow \sim p}، طبق قاعدهٔ جابجایی، هم‌ارز هستند (مراجعه کنید به اصل طرد شق ثالث)، در نتیجه {\displaystyle p\rightarrow q}، به شیوهٔ غیر مستقیم ثابت می‌شود.
برهان خلف نیز از روش‌های اثبات غیر مستقیم محسوب می‌شود.
اثبات به روش مستقیم شامل "اثبات با exhaustion" و "اثبات با استقرا" می‌شود.

## مثال‌ها
- ثابت کنید که حاصل‌جمع دو عدد صحیح زوج، خود عددی زوج خواهد بود.

دو عدد صحیح زوج {\displaystyle x} و {\displaystyle y} را در نظر بگیرید. چون این دو عدد زوج هستند، می‌توان آن‌ها را اینگونه نوشت: {\displaystyle x=2a} و {\displaystyle y=2b}. با توجه به اینکه {\displaystyle a} و {\displaystyle b} اعداد صحیح هستند، لذا خواهیم داشت: {\displaystyle x+y=2a+2b=2(a+b)}.
از اینجا واضح است که {\displaystyle x+y} دارای عدد ۲، به عنوان یک عامل است و بنابراین زوج است، پس حاصل‌جمع هر دو عدد صحیح زوج، زوج خواهد بود و حکم ثابت شد. {\displaystyle \blacksquare }
این متن مرتبط با منطق، مبنا و پایه (متن خام) است.
- ثابت کنید که اگر {\displaystyle x^{2}} زوج باشد، {\displaystyle x} زوج است.

اتحاد {\displaystyle x^{2}+x=x(x+1)} را در نظر بگیرید. طبق فرض، {\displaystyle x^{2}} زوج است و همچنین می‌دانیم {\displaystyle x(x+1)} نیز زوج است (زیرا از هر دو عدد صحیح متوالی، دقیقاً یکی از آن‌ها زوج و دیگری فرد است و حاصل‌ضرب یک عدد زوج و یک عدد فرد، عددی زوج می‌شود). پس می‌توان نوشت: {\displaystyle x^{2}=2a} و {\displaystyle x(x+1)=2b}. بنابراین خواهیم داشت:
{\displaystyle 2a+x=2b\Rightarrow x=2b-2a\Rightarrow x=2(b-a)}
از اینجا واضح است که {\displaystyle x} دارای عدد ۲، به عنوان یک عامل است و بنابراین زوج است. پس حکم ثابت شد. {\displaystyle \blacksquare }

## منبع
- مشارکت‌کنندگان ویکی‌پدیا. «Direct proof». در دانشنامهٔ ویکی‌پدیای انگلیسی، بازبینی‌شده در ۲۷ مارس ۲۰۱۰.